# مارکسیسم کلاسیک

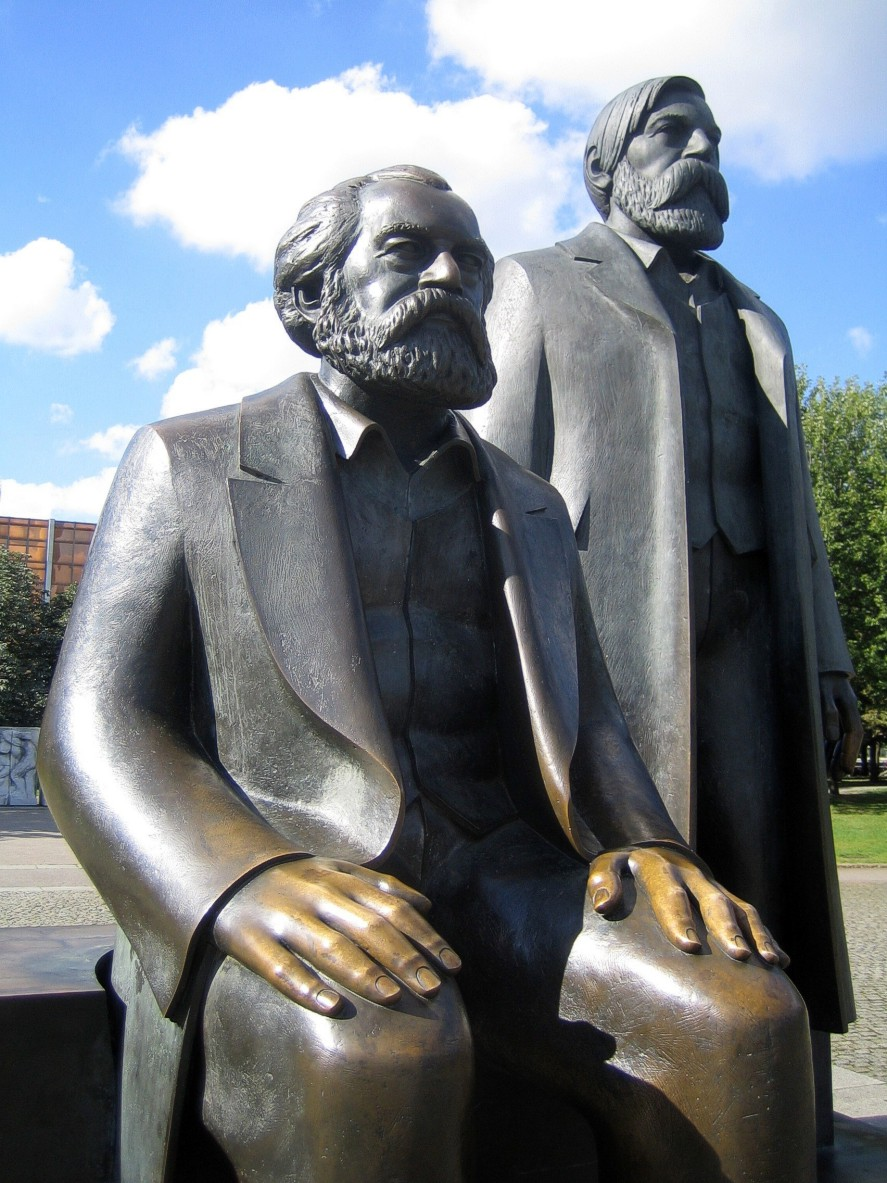
کارل مارکس و فریدریش انگلس

مارکسیسم کلاسیک لفظی برای توصیف نظریات اقتصادی، فلسفی و جامعه‌شناسانه کارل مارکس و فریدریش انگلس – در مقایسه با نظریات مارکسیستی ادوار بعد، به خصوص مارکسیسم–لنینیسم – است.